# Yingdong
För andra betydelser, se Yingdong (olika betydelser).
Yingdong är ett stadsdistrikt i staden Fuyang i provinsen Anhui i östra Kina.

## Administrativ indelning
Yingdong är indelat i tre stadsdelsdistrikt, åtta köpingar och en socken.
Stadsdelsdistrikt (jiedao):

- Hedong (河东街道)
- Xiangyang (向阳街道)
- Xinhua (新华街道)

Köpingar (zhen):

- Chahua (插花镇)
- Kouzi (口孜镇)
- Laomiao (老庙镇)
- Xinwujiang (新乌江镇)
- Yanglouzi (杨楼孜镇)
- Yuanzhai (袁寨镇)
- Zaozhuang (枣庄镇)
- Zhengwu (正午镇)

Socknar (xiang):

- Ranmiao (冉庙乡)